# Amom de Judá
Amom de Judá (em hebraico:  אָמוֹן; em grego:  Αμων; em latim: Amon) foi o soberano do Reino de Judá durante um curto período no século VII a.C. Sucedeu a seu pai Manassés de Judá e tal como ele, idolatrava e promovia a adoração de figuras pagãs, o que, de acordo com relatos bíblicos, terá motivado o seu provável assassinato em consequência de uma revolta entre os seus súditos, eventualmente no ano 641 a.C.

## Vida
Amom, cujo nome deriva do deus egípcio Amon, nasceu da união entre o seu pai Rei Manassés de Judá e de Mesulemete, filha de Harus de Jotba. Casou com Jedida, filha de Adaías de Bozcate, segundo relatos constantes na Bíblia Hebraica, embora se desconheça a data exata da celebração. Tinha vinte e dois anos de idade quando iniciou o seu breve reinado de dois anos. Segundo o arqueólogo e erudito em assuntos Bíblicos William Foxwell Albright, a data do seu reinado foi estabelecida entre os anos 642 a 640, enquanto o professor Edwin R. Thiele avaliou as mesmas datas entre 643/642 a 641/640. As datas estimadas por Thiele estão intimamente ligadas com final do reinado do filho de Amom, Josias, que sucumbiu no verão de 609, às mãos do faraó Necao II. A morte de Josias é ainda confirmada de forma independente na História Egípcia, que coloca o fim no reinado de Amom, 31 anos antes em 641 ou 640 e o início de seu governo em 643 ou 642.
A Bíblia Hebraica documenta que Amom continuou a idolatrar e a criar imagens pagãs, como anteriormente seu pai o tinha feito. II Reis (um dos livros históricos do Antigo Testamento) cita que:  "(Amom)[...] fez o que era maléfico aos olhos do Senhor, trilhou os mesmos caminhos, como fizera Manassés seu pai, serviu e adorou seus ídolos."  A mesma citação é documentada em outro dos livros do antigo testamento II Crônicas: "[…] fez o que era maléfico aos olhos do Senhor, como fizera Manassés seu pai; porque (Amom) realizou sacrifícios em honra de todas as imagens (esculturas) que Manassés seu pai tinha feito, as serviu e adorou."
A tradição relatada no Talmude revela que "Amom queimou a Torá, e permitiu que teias de aranha cobrissem o altar [pelo desuso completo]... Amom pecou muito". Assim como em outras fontes textuais, Flávio Josefo também critica o reinado de Amom, descrevendo o seu reinado de forma semelhante à Bíblia.
Depois de reinar dois anos, Amom foi assassinado pelos servos que conspiraram contra ele e foi sucedido por seu filho Josias, que, na época, tinha oito anos de idade. Após o assassínio de Amom, os seus executantes tornaram-se impopulares entre a população e acabaram sendo mortos. Alguns estudiosos, como Abraham Malamat, afirmam que Amom foi assassinado, porque as pessoas não gostavam da forte influência que o Império Assírio, um antigo inimigo de Judá, responsável pela destruição do Reino de Israel, exercia sobre ele.

## Contexto histórico
O reinado de Amom aconteceu no meio de uma época de transição para o Levante mediterrânico e toda a região da Mesopotâmia. Para o leste de Judá, o Império Assírio estava começando a se desintegrar, enquanto o Império Babilônico em expansão, ainda não o tinha sucedido. Para oeste o Egito ainda estava se recuperando da ocupação assíria, sob a égide de Psamético I, executando a transformação de um estado vassalo em um aliado autônomo. Neste vácuo de poder, muitos estados menores como Judá foram capazes de se governar sem intervenção e cobiça dos grandes impérios.